# 波夫納河
波夫納河（俄语：Полная），是東歐的河流，屬於傑爾庫爾河的支流，流經烏克蘭盧甘斯克州和俄羅斯羅斯托夫州，河道全長79公里，流域面積2,400平方公里。